# Samuel Blake
Samuel Harwood Blake (* etwa 1807 in Hartford, Maine; † 25. April 1887 in Boston) war ein US-amerikanischer Geschäftsmann, Anwalt und Politiker, der im Jahr 1848 Maine Attorney General war.

## Leben
Samuel Blake wurde etwa 1807 in Hartford, Maine geboren. Er besuchte das Bowdoin College und nach seinem Abschluss eröffnete er im Jahr 1831 eine Anwaltskanzlei in Bangor.
Als Mitglied der Demokratischen Partei wurde er in den Jahren 1840 und 1842 in den Senat von Maine gewählt und war auch Präsident pro temp des Senats im Jahr 1842. Von 1862 bis 1863 gehörte er dem Repräsentantenhaus von Maine an.
Im Jahr 1848 war er Maine Attorney General. Gegen Israel Washburn junior kandidierte er im Jahr 1854 erfolglos um einen Sitz im Repräsentantenhaus der Vereinigten Staaten. Blake scheiterte wegen seiner Haltung zur Sklaverei. Washburn unterstützte Abraham Lincoln im Kampf gegen die Sklaverei. Nach dem Ausbruch des Sezessionskriegs trat er wie andere Demokraten aus Mein der Republikanischen Partei bei, um die Einheit der Union zu unterstützen.
Nach dem Tod seines Bruders William A. Blake übernahm er die Führung der Merchants National Bank of Bangor, die er und sein Bruder zuvor erfolgreich aufgebaut hatten.
Auf der Rückreise von Florida, wo er die Wintermonate verbracht hatte, nach Maine erkrankte er an einer Lungenentzündung und starb am 25. April 1887 im Tremont House, einem Hotel in Boston. Sein Grab befindet sich auf dem Mount Hope Cemetery in Bangor.